# Nyirád
Nyirád är en ort (by) i provinsen Veszprém i västra Ungern. Orten har 1 756 invånare (2024), på en yta av 61,35 km². Den ligger cirka 13,5 kilometer sydväst om Ajka.